# Louis III (roi des Francs)
Pour les articles homonymes, voir Louis III.
Louis III (entre 863 et 865 – 5 août 882) est roi des Francs de 879 à 882. Il règne sur la Francie occidentale aux côtés de son frère cadet Carloman II, qui lui survit et règne seul après sa mort.

## Des rois diminués
Louis III est le fils de Louis II dit « le Bègue », et d'Ansgarde de Bourgogne. Il est désigné comme seul successeur par son père, qui le place sous la garde de Bernard d'Auvergne, associé à Hugues l’Abbé et Boson de Provence.

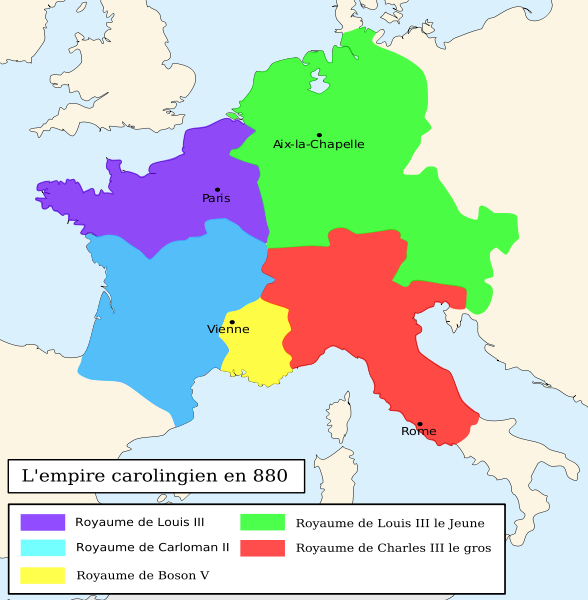
L'Empire carolingien en 880, d'après Ribemont. La part de Louis III est en mauve.

En septembre 879, grâce au soutien des grands de Francie occidentale dont Bernard d'Auvergne, Hugues l'Abbé, Boson de Provence et Théodoric de Vergy, le couronnement et le sacre de Louis III et de son frère cadet Carloman II sont célébrés en hâte dans l’église abbatiale Saint-Pierre-et-Saint-Paul de Ferrières, près de Montargis, par l’archevêque de Sens Anségise.
L'héritage de Louis II est partagé en mars 880 à Amiens : Louis obtient la Neustrie et la Francie, tandis que son frère Carloman reçoit l'Ouest de la Bourgogne, l'Aquitaine et la Septimanie. Les deux frères parviennent à exclure Hugues, fils illégitime de Lothaire II, de toute prétention successorale à la royauté.
Pour pouvoir faire face aux Normands, les deux frères sont obligés de négocier avec leur cousin Louis III le Jeune, roi de Francie orientale, qui revendique la Lotharingie occidentale acquise en 870 par le traité de Meerssen. Au début de l'année 880, ils sont contraints de la lui céder en signant le traité de Ribemont.
Ils doivent également lutter pour la Bourgogne, disputée par leur grand-oncle Boson, qui s'est fait élire roi du royaume restauré de Burgondie (incluant la Provence). En août 880, les deux frères marchent contre lui et arrivent aux portes de la ville de Mâcon. Les troupes de Boson sont vaincues lors de la bataille de Crêches-sur-Saône et les Carolingiens récupèrent le comté de Mâcon, mais ne réussissent pas à prendre Vienne de force.

## Lutte contre les Vikings

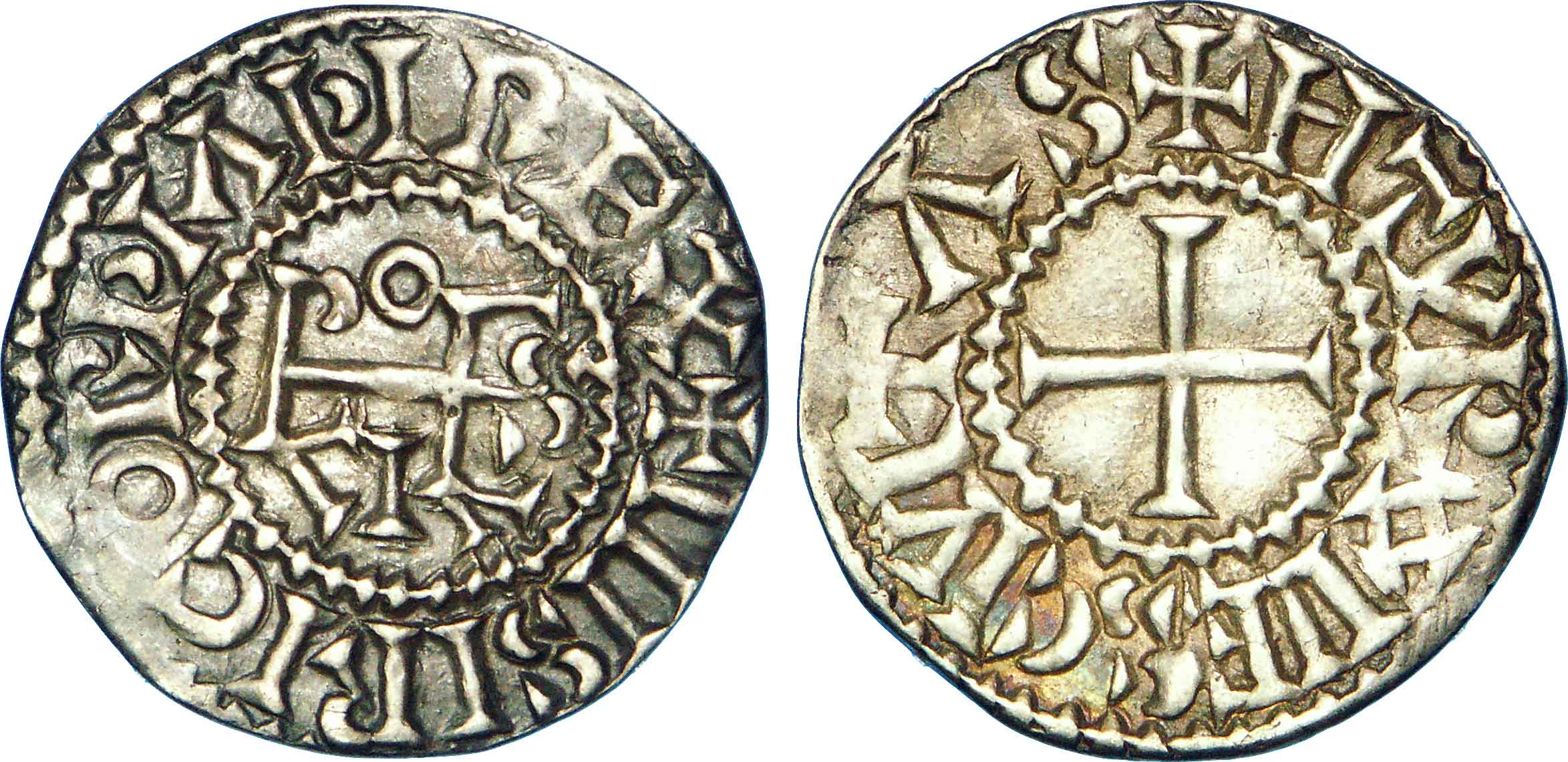
Denier sous Louis III.

Le 30 novembre 879, les deux frères remportent une éclatante victoire sur les Vikings, arrivés jusque sur la Vienne.
En août 881, Louis III l'emporte sur l'envahisseur à la bataille de Saucourt-en-Vimeu où près de 8 000 Vikings périssent. Cette victoire connaît un retentissement important. Elle est immortalisée par le Ludwigslied ou « chanson de Louis », un poème en vieux haut-allemand probablement écrit peu après la bataille.

## Un règne très court
Louis III meurt le 5 août 882, âgé d'environ 18 ans, sans alliance et sans postérité. 
Il se fracasse le crâne contre le linteau d'une porte trop basse et tombe de cheval alors qu'il poursuivait la fille d'un certain Germond, qui courait se réfugier dans la maison de son père,. La Chronique de l'abbaye de Saint-Riquier attribue cependant la mort de Louis III à la rupture d'un vaisseau sanguin qui s'était produite durant sa victoire contre les Normands à la Bataille de Saucourt-en-Vimeu. Son corps est inhumé à Saint-Denis. Son frère Carloman II devient le seul roi de Francie occidentale.

## Notes et références

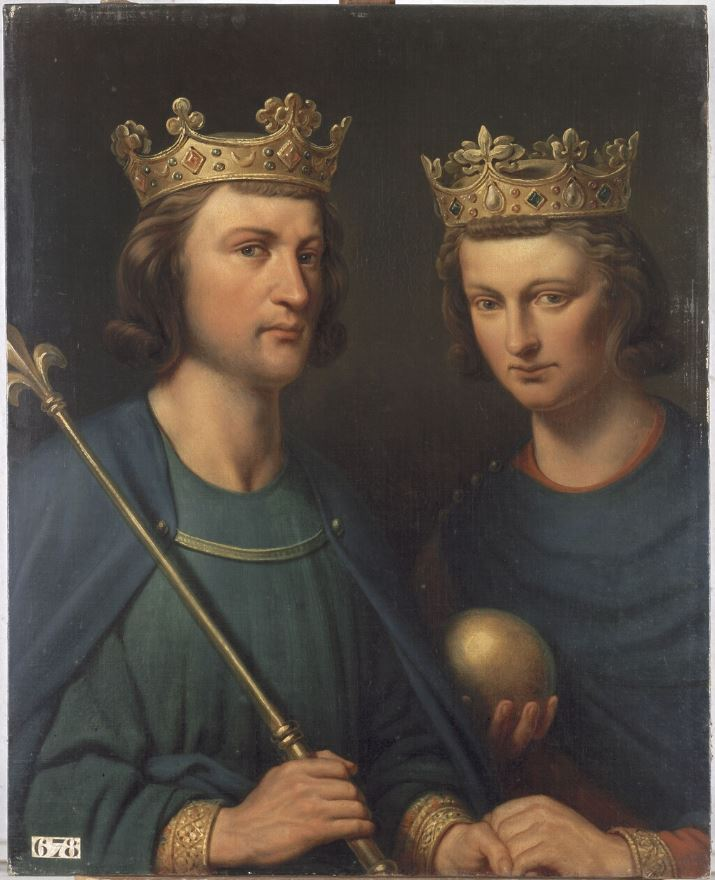
Vue d'artiste représentant Louis III et Carloman II, par Charles de Steuben, 1837.